# Глібка
Глібка — озеро у районі села Березини Житомирського району Житомирської області. 
Глібка — озеро штучного походження, утворене у 60-х роках 20 століття як водойма для ведення рибного господарства. 
Найглибша точка — 9 метрів. 
Став починається від мосту Глібка, а закінчується водоспадом. Основою озера є річка Руда. 
В озері є велика кількість видів риб: окунь, карась, білий амур, короп та інші. Озеро користується великою популярністю в час відпочинку, охочі порибалити можуть спокійно насолоджуватися природою місцевості.